# 佐藤ブゾン貴子
佐藤ブゾン貴子（さとうブゾンたかこ、1975年9月18日 ‐ ）は、日本の相貌心理学教授。埼玉県出身。株式会社アクラ所属。

## 経歴
杉野女子大学家政学部被服学科デザインコ－スを1998年に卒業。
アパレル会社、舞台衣装会社勤務を経て、クチュリエとして舞台衣装のデザイン・製作に携わる。
2004年、渡仏。2009年、フランス相貌心理学会学会長に師事する。2012年、日本人として初となる相貌心理士の資格を取得。2013年、同じく日本人として初となる相貌心理学教授資格を取得。
2015年、帰国。相貌心理学教授、メンタルケア心理士の資格を活かし、資格取得校講座を開講。
2018年　相貌心理学セッション＆セミナーを開講。

## 人物
佐藤ブゾン貴子は日本人でただ一人、相貌心理学（Morphopsychologie／モルフォフィスコロジー）の「教授資格」を持つ。ただし「教授」というのは大学の教授ではなく、民間の任意団体が独自に作った資格名である。
フランスで現在の夫と出会い、一緒に生活するようになるが、フランス人の友人や家族が家に来た際、フランス語が出来ずに疎外感を感じていたという。そこで、言葉以外の方法で相手を理解できる手段はないかと考えたことが、相貌心理学を学ぶキッカケだったという。
2012年、フランス人の夫・エリックブゾンと結婚。帰国後は相貌心理学教授として活動するかたわら、夫と共に八王子でガレット専門店『Café de la poste』を経営する。
なお「相貌心理学」とは、輪郭・器官・肉付・左右の非対称等、『顔』を客観データとして分析し、一見でその人物の人間性・性格・パーソナリティを理解するとされるフランス発祥のメソッドであるが、主張される仮説は科学的検証が行われておらず、心理学とは関係がない。また、発祥の地フランスの「フランス相貌心理学会」を自称する組織も「相貌心理学は心理学の学位とは関係がない」と明言している。

## 書籍
- 『人は顔を見れば99%わかる フランス発・相貌心理学入門』河出書房新社　2020年5月　ISBN 978-4-309-63120-2